# 審判之眼：死神的遺言
《審判之眼：死神的遺言》是2018年12月13日世嘉在PlayStation 4平台上發售的動作冒險遊戲，與同屬SEGA的《人中之龍系列》採相同世界觀，遊戲背景亦設定在神室町，但《人中之龍系列》的角色並未在本作登場。官方定義本作為「法庭劇動作遊戲」。
在2022年9月14日，ESRB顯示本作及續作《審判之逝：湮滅的記憶》已被評級，並於同日晚上正式宣佈登陸Steam平台。

## 概要
- 宣傳口號為「名為正義的兇器」（正義という名の凶器），故事以東京神室町為舞台，和《人中之龍系列》有著相同的世界觀[注 2]，並由《人中之龍系列》中東城會的從屬組織登場，同樣會在街道上發生戰鬥，但重點為善用主角身為偵探的技能，進行跟蹤、潛入、攝影蒐證以及竊聽等「調査動作」[5]。

- 主要演出陣容有演員木村拓哉、中尾彬（日语：中尾彬）、滝藤賢一、谷原章介、[5]。客串陣容則有饒舌歌手MCU（日语：MCU (ラッパー)）[6]。另外還與麻將綜藝節目合作，由節目中的助手橘柚里佳（日语：橘ゆりか）在本作客串店員[注 3][7]。

- 預約特典為內含主角八神多種語音的「鑰匙圈」[8]。日本當地依據不同的銷售管道（8家），另有不同的預購贈品[9]。

- 2019年3月，饰演本作重要角色羽村京平的日本藝人因吸毒遭到逮捕，世嘉因而在2019年3月13日在全球下架日語版遊戲并关闭了本作的官方网站，尚未發行的其他語系遊戲則延遲發售。[10]。2019年3月22日，世嘉宣布歐美地區依原定計畫於6月25日發售[11]，日本、台灣、香港則於2019年7月18日重新上架，並調降了售價，SEGA官方將這個版本稱為「新價格版」。歐美版與新價格版將修改羽村京平的人物設計並替換配音（配音改由男演員田中美央負責），遊戲存檔亦與初版不相容[12]。SEGA表示已購買初版的玩家仍可繼續遊玩，製作方不會更動初版內的羽村京平之人物設計與配音[13]。

- 2021年5月7日，SEGA公開續作《審判之逝：湮滅的記憶》的相關情報，預計將於同年9月24日全球同時發售。[14]

## 故事大綱
主角八神隆之過去曾任殺人案嫌疑人大久保新平的辯護律師，當時在輿論極為不利的情況下，漂亮地獲得無罪判決而一時聲名大噪，但當事人被釋放後不久，竟犯下殘殺同居女友並且對住所公寓縱火之罪行，八神的評價因此一落千丈，並且被大眾稱為「縱放兇惡殺人兇手的冒牌律師」，也讓他失去了先前建立的一切聲譽，並自此離開了律師的工作。
事件3年後，離開律師一行的八神在神室町開設了一家偵探事務所，為了餬口各種工作都接，此時一件來自源田法律事務所，關於神室町連續殺人事件的調查委託，開始改變了他的命運。

## 登場人物

### 八神偵探事務所
八神隆之
配音：木村拓哉（日本）；格雷格·秦（美國）
本作主角，在神室町開業的私家偵探，過去曾任律師。15歲時擔任律師的父親因贏得一件無罪判決，被無法接受的被害人家屬報復，造成雙親一起遭殺害、兇手也當場自殺的慘案，因而在神室町過著自暴自棄的生活。後在源田和松金等人的幫助下選擇和父親一樣走上律師的道路，律師時代受雇於源田法律事務所。以幼時受父親教導的功夫（八極拳）為基礎，加上在神室町闖蕩而發展出的自創流派一閃及圓舞風格戰鬥。一閃風格的戰鬥風格部分類似《人中之龍系列》中的柏木修，而圓舞的戰鬥風格有部分則類似《人中之龍系列》中的主角秋山駿及真島吾朗的舞者戰鬥風格。
在有罪率99%的日本法律界拿下了「無罪」的奇蹟，然而當事人卻在判決後不久被以殺害女友的現行犯身分逮捕，對人性喪失信心的八神因而離開法律界，轉行擔任偵探。事隔3年，發生在神室町的連環殺人案竟與3年前的案件產生關聯，心有疑慮的八神於是重新開始了他的調查。
海藤正治
配音：藤真秀（日本）；克里斯賓·弗里曼（美國）
八神偵探事務所的調査員，前松金組成員。在松金組時就認識八神，稱呼八神為「阿隆」。與八神有著很好的信任關係，並利用於長年混跡黑道培養出的經驗協助八神。
一年前因為事務所在其留守期間遭搶，事務所內存放的一億元日幣鉅款丟失而被組織「破門」（驅逐）而離開松金組，後加入八神偵探事務所。
作為偵探的調查技術還不到家，私下練習操作無人機時，一副興高采烈的模樣被小學生看到還給了他「無人機猩猩」的綽號。

#### 八神的合作者
杉浦文也
配音：寺島惇太（日本）；馬克·懷頓（Mark Whitten）（美國）
前竊盜集團成員、創始人，代號「小丑」（ジェスター）。聲稱自己為梶平集團的IT管理員，因為意外發現梶平集團與黑道間的資金往來，被誣指盜用公款並解雇之後，杉浦設法查出了與梶平有往來的黑道就是共禮會，為了復仇，他隻身來到神室町，利用地下網站與烏鴉等人組建了「竊盜團體」，以俠盜行為作為掩護，暗中調查共禮會進軍關東的真正目的。後發現「竊盜團體」在烏鴉的影響下開始走上歪路，憤而退出。在調查的過程中發現八神等人與其目的一致，因而接受八神的邀約，成為事務所的合作者。
真實身分是寺澤繪美的親弟弟「寺澤文也」，為了調查重新進入人們視野的八神而刻意參與了共禮會的案件，並捏造了一個假身分與經歷。在跟隨八神調查的期間發現越來越多的證據顯示大久保並非殺害姐姐的真兇，決心找出兇手的文也越發緊密的與八神合作。
在廢棄賓館的非法人體試驗場，確認生野就是殺害姐姐的兇手後，文也對八神坦承了身分，並意圖手刃生野，但是被及時趕到的森田檢察長阻止。綾部的審判結束後，一之瀨命人去將黑岩滅口，企圖掩蓋「鼴鼠事件」，而知道自己要被當作棄子的黑岩意圖綁架生野，另尋他處秘密完成新藥的研究，但是被八神等人阻擋，文也在過程中遭流彈射傷側腹，但是仍成功以手機錄下生野的自白，還大久保清白。
九十九誠一
配音：宮本淳（日本）；瑞凡·坎諾夫（River Kanoff）（美國）
技術高超的駭客，八神倚重的情報來源，熟知所有與網路、資訊有關的事情。
不善交際，因此曾連續數年足不出戶，後在八神的幫助下重新適應社會，恢復了比較正常的生活。仍然不喜歡與陌生人接觸，因此大部分時間還是待在網路咖啡廳「mantai」，以販售情報維生。

### 源田法律事務所
源田龍造
配音：中尾彬（日本）；布萊恩·麥克納馬拉（美國）
「源田法律事務所」所長。在八神考取律師前就受其照顧，現在也不時關心著轉職偵探的八神。與松金是相識多年的老友，過去已多次受理松金組委託的法律案件。
和式甜食狂熱者。
城崎沙織
配音：甲斐田裕子（日本）；艾梅·卡斯特（美國）
源田法律事務所的受雇律師。工作俐落，個性安靜但有話直說。平時樸素的穿著十分不起眼，是名有著神祕陰暗氣息的女性，但好好打扮的話就擁有能吸引街上男性回頭一望的美貌。
和式甜食狂熱者，曾擅自將伴手禮的銅鑼燒吃個精光，對限定品甜點沒有抵抗力。
新谷正道
配音：桐本拓哉（日本）；凱特·法利（美國）
源田法律事務所的受雇律師。是八神在律師時代的前輩，對於贏得無罪判決成為人氣律師的八神，會仗著前輩身分而加以諷刺，有著令人討厭的性格。源田評論他「性格很糟糕，卻是個優秀的律師」，雖然他也認可八神的能力，但無法心服故總想贏過八神。
在羽村的案件中擔任辯護，與八神協力下取得了無罪判決。審判期間從羽村處得到了關於尖端新藥中心的部分秘密，為了贏過八神而私下展開調查，後被「鼴鼠」黑岩滅口塞在八神事務所的衣櫃中，並嫁禍給綾部。
星野一生
配音：林勇（日本）；喬·贊哈（Joe Zieja）（美國）
源田法律事務所的菜鳥律師。雖然是名以頂尖成績通過司法考試的秀才，但卻是名草食系男子，安於現狀，缺乏上進心。曾對八神說過自己只想當個「一流的副手」，最終被八神回以「你還要撒嬌到甚麼時候」，並被拜託完成剩下的辯護。私下暗戀前輩城崎。

### 神室町警署
綾部和也
配音：滝藤賢一（日本）；馬修·楊·金（美國）
神室署組織犯罪應變課的刑警。黑岩的屬下，是名會私下外洩捜査情報來中飽私囊的不良警官。由於看不慣上司的表現太過完美而很厭惡黑岩，想讓羽村獲得無罪使負責案件偵辦的黑岩丟臉，因此暗中聯繫上八神，並在收費的前提下提供協助。
黑岩在對新谷滅口時為了轉移焦點，同時也為了削減八神的情報來源，偷襲打昏綾部，使用其配槍將新谷射殺，偽造成綾部就是「鼴鼠」的假象。綾部被捕後，委託八神成為其辯護律師，並透露了黑岩的指導前輩是一位被捕的貪污警察的情報。
最後因為羽村提供的關鍵證據，被宣判無罪。
黑岩滿
配音：谷原章介（日本）；馬修·默瑟（美國）
神室署組織犯罪應變課的刑警。經常帶頭指揮捜索的工作，在神室署中也是以高破案率著稱的菁英，並受到部下的愛戴，警視廳高層對他也頗為看重。
在久米謀殺案中親自逮捕羽村，但最後羽村獲得無罪判決，讓他視協助辯護方收集證據的八神為眼中釘。
地下身分是活躍於神室町的情報販子兼殺手「鼴鼠」。新人警察時期就在貪污的警察前輩引導下加入這一行，透過與羽村的互相利用而成為神室署業績名列前茅的「超級刑警」。
綾部審判進行中時遭遇一之瀨派出的殺手試圖滅口，解決掉殺手的黑岩決定綁架生野，另尋他處完成新藥，成為救世主。綁架生野的途中遭到八神阻攔，被八神打成重傷，後因為試圖繼續襲擊生野而被稍後趕到、已經知道黑岩叛變的制服員警擊斃。

### 東京地檢署
藤井真冬
配音：清水理沙（日本）；謝拉米·李（美國）
東京地檢署檢察官。受過良好教養的大小姐，有很強的正義感、在不斷努力下通過司法考試。
與源田法律事務所的城崎沙織是從小認識的朋友，也是同一大學法學部的同屆校友。由於外表看似柔弱常被當成大小姐來對待，本人則希望實力能被眾人認可。
雖然是檢察官，但是一直私下為八神提供協助，甚至不惜為八神竊出地檢署的調查文件。在綾部的審判結束後以公務員濫用職權罪將森田起訴。
森田邦彥
配音：森田順平（日本）；賈米森·布萊斯（美國）
東京地檢署檢察長，個性正直，受真冬景仰。
對內部下們很難看到他的笑容，不顯露情緒起伏，而且凡事講求合理性的言行也讓人畏懼。但他對外則是個性沉穩並且常保笑容。
因為最親的家人母親與哥哥都死於阿茲海默症引發的長照悲劇，不為名利，而是為了避免更多的悲劇而選擇與一之瀨合作，包庇生野的非法人體試驗場。
綾部的審判結束後被部下泉田與真冬以公務員濫用職權罪起訴。
泉田圭吾
配音：最上嗣生（日本）；瑞伊·蔡斯（美國）
東京地檢署檢察官，自尊心極高，有瞧不起罪犯的傾向。
作為優秀的檢察官，負責的案件量也多於其他人，但3年前負責的案子被八神取得無罪判決讓他顏面無光，過去充滿自信的言行也淪為笑柄，此後就十分痛恨八神。
遵循作為一個法律人士的正義感，在發現上司森田檢察長被一之瀨收買後與八神合作，巧妙的將一之瀨騙上法庭，迫使其認罪。
在綾部的審判結束後以公務員濫用職權罪將森田起訴。

### 松金組
松金貢
配音：西村知道（日本）；傑·B·布蘭克（美國）
松金組組長。稱八神為「阿隆」並將他當作兒子般照顧，在八神立志成為律師時也在背後支持他，平時看起來像個和藹的爺爺。是組織內的穩健派，但無法抑制組內武鬥派的羽村勢力抬頭，目前已經失去對松金組的控制力，變成類似吉祥物的存在。
為了阻擋黑岩對羽村的滅口，以身作盾，被黑岩射殺。
羽村京平
配音：瀧正則→田中美央（日本）；弗瑞德·塔塔薛瑞（美國）
松金組的若頭，組內的實際掌權者。高度自傲並且會踩著別人往上爬的謀略家，因為連續殺人事件而與八神有牽扯。
從小混混開始就與黑岩認識，靠著互相利用爬上若頭的位置。設計搶案讓海藤被逐出松金組後，架空了組長松金貢，成為松金組實際上的領導者。
黑岩開始接殺人委託後成為其在神室町的代理人，將仲介費用於發展壯大松金組。
在陽光大樓被八神等人捕獲，八神在共禮會的協助下對其進行審問，心知已經被俘虜的自己無論如何都會被黑岩試圖滅口的羽村交代了所有情報。在松金貢代替自己被黑岩射殺後，同樣視松金為父親的羽村在悲憤之中選擇與八神合作，成為檢方的汙點證人，並提供了證明一之瀨下令對新谷滅口的關鍵證據。
尾崎浩二郎
配音：かぬか光明（日本）；傑·B·布蘭克（美國）
羽村的左右手，如同相撲力士一般的巨漢。擅於打架，但是不擅長動腦。
東徹
配音：川原慶久（日本）；史蒂夫·布魯姆（美國）
松金組若眾，曾經是海藤的舍弟。海藤被逐出松金組後靠自己的調查找到了搶犯，但是卻意外目擊了羽村的滅口行為，原本也要將東滅口的羽村在尾崎的勸說下讓東對搶犯開槍作為投名狀。
受到羽村賞識的東從普通組員爬上了若眾的位置，並管理著松金組名下一家名為「夏爾」的小電玩店。
在八神等人重新開始調查三年前案件時一直暗中為其提拱協助，後受到組長松金的壓力不得不對八神與海藤動手，但是慘敗收場。在羽村失蹤之後徹底加入了八神一方。
健吾
配音：梶川翔平（日本）；羅比·戴蒙德（美國）
松金組年輕組員，全名不詳，十分受到與村器重。頗有頭腦，但是因為年輕而過於衝動。在松金死後、羽村失蹤的期間在東和尾崎的幫助下曾短暫接管松金組。

### 尖端新藥開發中心
木戶隆介
配音：白熊寛嗣（日本）；安德魯·莫加多（美國）
尖端新藥開發中心所長，研究失智症的權威學者，新藥「ADDC9」研究論文的主要作者之一。
學術上沒有特別突出的貢獻，但是擅於政治運作，憑著優秀的政治手段成為所長。
被生野隱瞞了關鍵數據，掛名發表新藥，事後才得知新藥有足以致死的副作用。沒有退路的木戶只好聯絡上司一之瀨，成為生野與一之瀨的中介者。在確定羽村的證詞足以讓一之瀨被捕後，轉而成為檢方的汙點證人。
生野洋司
配音：永井誠（日本）；邁克爾·高福（美國）
尖端新藥開發中心主任研究員，新藥「ADDC9」的主要研究者與研究論文主要作者之一。母親死於阿茲海默症引發的長照悲劇，因此對新藥的研發異常執著。
三年前跳過私自在住院患者和久光一身上試驗新藥，強烈的副作用直接導致患者死亡，隨後利用深夜無人的時機將遺體運至地下停車場，並在清晨利用大久保上樓收送的機會將遺體丟棄在大久保的卡車內。因為大久保的不當處置，生野沒有被警方懷疑，但是在大久保得到無罪判決後，擔心警方重啟調查的生野利用大久保需要用安眠藥才能入睡的機會，殺死寺澤繪美並嫁禍給大久保。
為了阻止開發中心的關閉計畫，生野隱瞞副作用，讓所長木戶掛名發表了新藥。事後得知副作用會致死的木戶已經沒有退路，只能聯繫一之瀨，一之瀨動用厚勞省的資源讓生野得以在極度保密的情況下進行非法人體試驗。因為新藥的副作用會讓受試者的眼睛變成藍色，為了避免被警方察覺異狀，生野將所有死亡受試者的眼珠的都挖走，製造成黑道仇殺的假象。
在進行多次人體試驗，確認以現有技術無法解決新藥的副作用後，無法接受事實的生野在黑岩對其綁架失敗時，對自己注射新藥，實行最後一次人體試驗，但是仍以失敗告終，最後死於新藥的強烈副作用。
端木亨
尖端新藥開發中心副所長，研究失智症的知名學者。半年前在神室町遭到不明人士毆打致死。
被梶平集團收買，利用暗中排擠優秀研究員、製造醜聞等方式加速中心的關閉進度，但是因為「ADDC9」的發表而功敗垂成。懷疑新藥可能造假的端木私下展開調查，但是在不久後就離奇死亡。
寺澤繪美
配音：合田繪利（日本）；艾咪·沃克（美國）
任職於尖端新藥開發中心附屬醫院的護理師，大久保新平的女友。在3年前的案件中被生野殺害並嫁禍給大久保。

### 其他
大久保新平
配音：川田紳司（日本）；尤里·洛文塔爾（美國）
原為尖端新藥開發中心附屬醫院的外包業者之一，負責收洗床單、枕頭套、毛巾等織物。
三年前在工作用的卡車上發現醫院住院患者和久光一的遺體，因為擔心自己的前科會成為警察懷疑的目標而私自棄屍，最後仍被當成前嫌犯送上法庭。雖然在八神的幫助下獲得無罪判決，但又遭生野嫁禍，被以殺害寺澤繪美的凶手身分判處死刑，在東京看守所內關押等待執行至今。原本對於有人能相信自己的清白感到無望，在得知繪美的弟弟文也願意諒解自己時，說出「如果這世界上最憎恨我的他願意原諒我，大家應該也會懂的。」並燃起了希望。
因為生野的自白，在綾部的審判結束後被無罪釋放。
最終和繪美的弟弟文也說好要一起去替繪美掃墓。
一之瀨薰
配音：土師孝也（日本）；柯克·桑頓（美國）
厚生勞動省事務次官（僅次於大臣，是一般公務員能擔任的最高職位），推動建立醫療系統產業開發機構的主要推手，並憑此政績當上次官。
已經上升到國家戰略層級的「ADDC9」能順利完成的話，一之瀨不只能穩固地位，甚至有機會更進一步，問鼎大臣的寶座。因此一之瀨不惜動用厚勞省的資金全力協助生野的研究，透過石松雇用羽村跟黑岩綁架人體試驗者、雇用街友、罪犯作為打手等等。
在綾部的審判中被泉田設計騙上法庭，並在八神一連串的逼問與羽村、木戶的自白下認罪，審判結束後遭到警方逮捕。
審判途中暗示石松對黑岩進行滅口以求脫罪，但是殺手被黑岩反殺。
石松
配音：小形滿（日本）；陶德·哈博肯（美國）
一之瀨的下屬。實際職位不明，專門負責見不得光的任務，例如接收黑岩綁來的人體試驗者與事後的棄屍等等。
梶平茂
配音：壤晴彦（日本）；艾德·歐羅斯（美國）
梶平控股公司會長，規模一萬人的梶平集團大老闆。共禮會的幕後金主，因為高齡因此常使用輪椅代步。
數年就開始以名聲不佳的醫療系統產業開發機構為目標，意圖推動土地再開發，收買了包含厚生勞動大臣風間在內的相關官員，並提前買下相當大量的周邊土地，前後投入了約1000億日幣的龐大資金。但是「ADDC9」的發表讓整件開發案無疾而終，資金被套牢的梶平讓早已被收買的端木進行暗中調查意圖翻盤，但是端木開始調查不久即遭殺害，因此轉而委託有相同利害關係的八神進行調查。
一之瀨被捕後，梶平因為涉及行賄與惡意收購等情事，亦被逮捕。

## 用語
神室町
《人中之龍系列》的主舞台，位於東京的虛構街道，關東最大黑道組織「東城會」的主要據點。
神室町警署
《人中之龍系列》中隨神室町一同出現的虛構警署，是受東京都警視廳管轄的警署之一，負責處理神室町內的所有事件。
八神偵探事務所
八神隆之辭去律師工作後，在神室町設立的偵探事務所。以偵探之名處理各種疑難雜症，大到討債、外遇跟監、法律案件調查，小到找人、找寵物等各種工作都接受。事務所位於中道大路巷內。
源田法律事務所
位於神室町鬧區的知名法律事務所，位置在神室町七福大街西邊。八神過去任職的地方，以處理麻煩案件聞名。
松金組
《人中之龍系列》中的關東最大黑道組織「東城會」旗下的三次團體。事務所在七福大街東側。
尖端新藥開發中心
隸屬厚生勞動省旗下醫療系統產業開發機構的藥物研究中心，以研發治療失智症的新藥為主，並附設了研究性質的醫院。
成立十多年以來一直沒有實質性成果，而被稱為「稅金小偷」。厚勞省本已預計要關閉整個機構，但是所長木戶趕在機構關閉定案前發表了「ADDC9」這個號稱能治療阿茲海默症的新藥，讓該機構免於遭到關閉的命運。
ADDC9
由尖端新藥開發中心開發，號稱可以治療阿茲海默症（在失智症中佔據六～七成的成因）的新藥，本作主要事件的核心。「ADDC」為尖端新藥開發中心（Advanced Drug Development Center）的縮寫，「ADDC9」的意思是該機構開發的第九種藥物。
雖然對動物無害，但是用於人體時會產生一種致命性的劇毒，造成患者劇烈頭痛，最後致死。因為毒素的累積，患者的眼睛在死亡時會變成藍色的。
竊盜集團
由抱著半好玩心態的年輕人組成，活躍於神室町的小偷團體。利用地下網站聯繫，活動時都戴著面具，連成員間都不知道對方的長相。做案時以高難度的跑酷技巧在高樓間移動，到目前為止沒有一人被逮，讓警方束手無策。
共禮會
關西地區的黑道團體，幾年前來到神室町開設事務所，意圖爭奪東城會的地盤。背後金主是梶平集團會長梶平茂。

## 遊戲系統
調査動作
是為了追查事件的謎團時，必須要收集情報的系統。使用從目標對象那邊聽聞的「竊聽」、讓目標對象看到證據的「提示證據」、跟在目標對象後方的「跟蹤」、追捕目標對象的「追蹤」、用特定服裝騙過對方的「變裝」、「開鎖」、使用主觀模式搜索的「探索」、拍下目標對象確定性瞬間的「偷拍」等各種技能，收集各種情況證據，物證及證述。
戰鬥
由於調査過程中會受到他人妨礙，這時就必須以戰鬥的方式排除敵人。戰鬥模式分別有適合用於被多人包圍的「圓舞」，以及適合用於單挑的「一閃」等兩種風格，並能夠隨時進行切換。還能像《人中之龍系列》一樣使出熱血技，打倒敵人時會累積「EX條」，並能消費EX條而利用武器或地形發動「EX攻擊」。此外，消費EX條還能發動「EX爆發」，該狀態下的攻擊速度會上升，也不會懼於敵人攻擊而能飛躍性地提升能力。
一般遇敵戰鬥時，如果時間過久會招來警察過來抓人，並且會因此失去身上的部分金錢，另外本作中增加致命傷的設定，當遭到敵人使出致命攻擊或是被敵人使用刀或槍械攻擊時，會因此受到致命傷而削減掉一部分的體力無法回復，必須另外接受醫生的治療或是使用醫藥箱才能回復。
支線任務
在主線故事以外，還能接受街上居民的委託，並在順利完成後還能提升偵探的能力。
委託的任務可以從八神偵探事務所、源田法律事務所、「TENDER」酒吧等處獲得，另外也可能在街道上直接觸發。
娛樂場所
除了博弈場、賭場以及世嘉俱樂部等《人中之龍系列》中必定出現的娛樂場所還有小遊戲所以外，還新增彈珠台，無人機競賽，以及VR的大富翁遊戲等娛樂場所。遊戲中心內並新增《毒蛇快打》以及《Motor Raid》、光槍射擊遊戲「KAMURO OF THE DEAD」等新遊戲。

## 開發
遊戲首次於2018年9月10日舉辦的「PlayStation LineUp Tour」活動中公開發表，由人中之龍工作室負責開發。
本作的制作人是细川一毅，他曾担任《人中之龙0 誓言的场所》和《人中之龙 极》的制作人。游戏引擎采用基于第六部作品和《极2》全新改良与升级后的龙引擎。

## 音樂
- 主題曲：[ALEXANDROS][5]

作詞、作曲：川上洋平／編曲：[ALEXANDROS]、Alex Aldi、Albert Di Fiore
- 插入曲：[ALEXANDROS]「Your Song」[5]

作詞、作曲：川上洋平／編曲：[ALEXANDROS]、Alex Aldi、Albert Di Fiore

## 发售
《審判之眼：死神的遺言》于2018年12月13日在日本、香港、台湾等地区发售，但因參演演員吸毒被捕事件而暫時停止遊戲的銷售。受該事件影響，世嘉決定在尚未發行的欧美地區版本撤換事件有關角色的配音，但仍如期發售遊戲。

## 評價
| 汇总媒体   | 得分   |
| ---------- | ------ |
| Metacritic | 80/100 |

| 媒体   | 得分  |
| ------ | ----- |
| Fami通 | 37/40 |

### 銷售
遊戲發售一周累積銷量148,246份，排在《任天堂明星大亂鬥 特別版》與《噬神者3》之後成為當周銷售第三名。

### 獲獎
| 年份 | 獎項         | 類別     | 獲提名                   | 結果 | 來源          |
| ---- | ------------ | -------- | ------------------------ | ---- | ------------- |
| 2018 | 日本遊戲大賞 | 未來部門 | 《審判之眼：死神的遺言》 | 獲獎 | [ 23 ] [ 24 ] |

## 備注
1. ↑  因參演演員吸毒被捕事件，遊戲於2019年3月13日下架，更改過後的版本於2019年7月18日重新上架。
2. ↑  如《黑豹》系列一樣，與《人中之龍》本傳系列採同樣的時間軸。
3. ↑  橘亦在《黑豹2 人中之龍 阿修羅篇》客串演出酒店小姐。
4. ↑  《Motor Raid》從未移植到家機板，因此本作是首次移植到家機遊戲中。

## 外部連結
- JUDGE EYES：死神の遺言 新価格版 （页面存档备份，存于）
- JUDGE EYES：死神の遺言 Remastered （页面存档备份，存于）
- 審判之眼：死神的遺言的X（前Twitter）
- 審判之眼：死神的遺言的Instagram帳戶
- YouTube上的審判之眼：死神的遺言播放列表
- YouTube上的審判之眼：死神的遺言頻道